# Триглав подбедрен мускул
Триглавият подбедрен мускул (Musculus triceps surae) е най-големият от мускулите на подбедрицата. Той е добре развит и се изгражда от 2 отделни мускула – прасцов и плосък мускул:
- Прасцов мускул (Musculus gastrocnemius) - състои се от 2 глави — медиална и латерална, които се събират към границата между горната и средната трета на подбедрицата и образуват плоско мускулно тяло, което към средата на подбедрицата преминава в дебело и широко сухожилие.
- Плосък мускул (Musculus soleus) - разполага се под прасцовия мускул. Започва от задната повърхност на големия пищял и от намиращата се по нея костна линия. Тялото на мускула покрива дълбоките мускули по задната страна и надолу преминава в Ахилесовото сухожилие, което се залавя за петната кост.

## Функция
Функцията на триглавия подбедрен мускул се изразява в стъпално сгъване на ходилото, като повдига и поддържа тялото на пръсти. Поради това, че двете глави на прасцовия мускул се прехвърлят по задната страна на колянната става, те подпомагат нейното сгъване и удържането на бедрото и подбедрицата в сгънато положение.